# Mausoleo del principe Ernesto
Il mausoleo del Principe Ernesto a Stadthagen, Bassa Sassonia, è un mausoleo eretto da Ernesto von Schaumburg (morto 1622) e la sua vedova  Hedwig von Hessen-Kassel negli anni 1620-1627. L'architettura non comune e il monumento della risurrezione creato da Adriaen de Vries ne fanno un sito di rango europeo. La cripta serviva da sepoltura della famiglia comitale fino al 1915.

## Descrizione

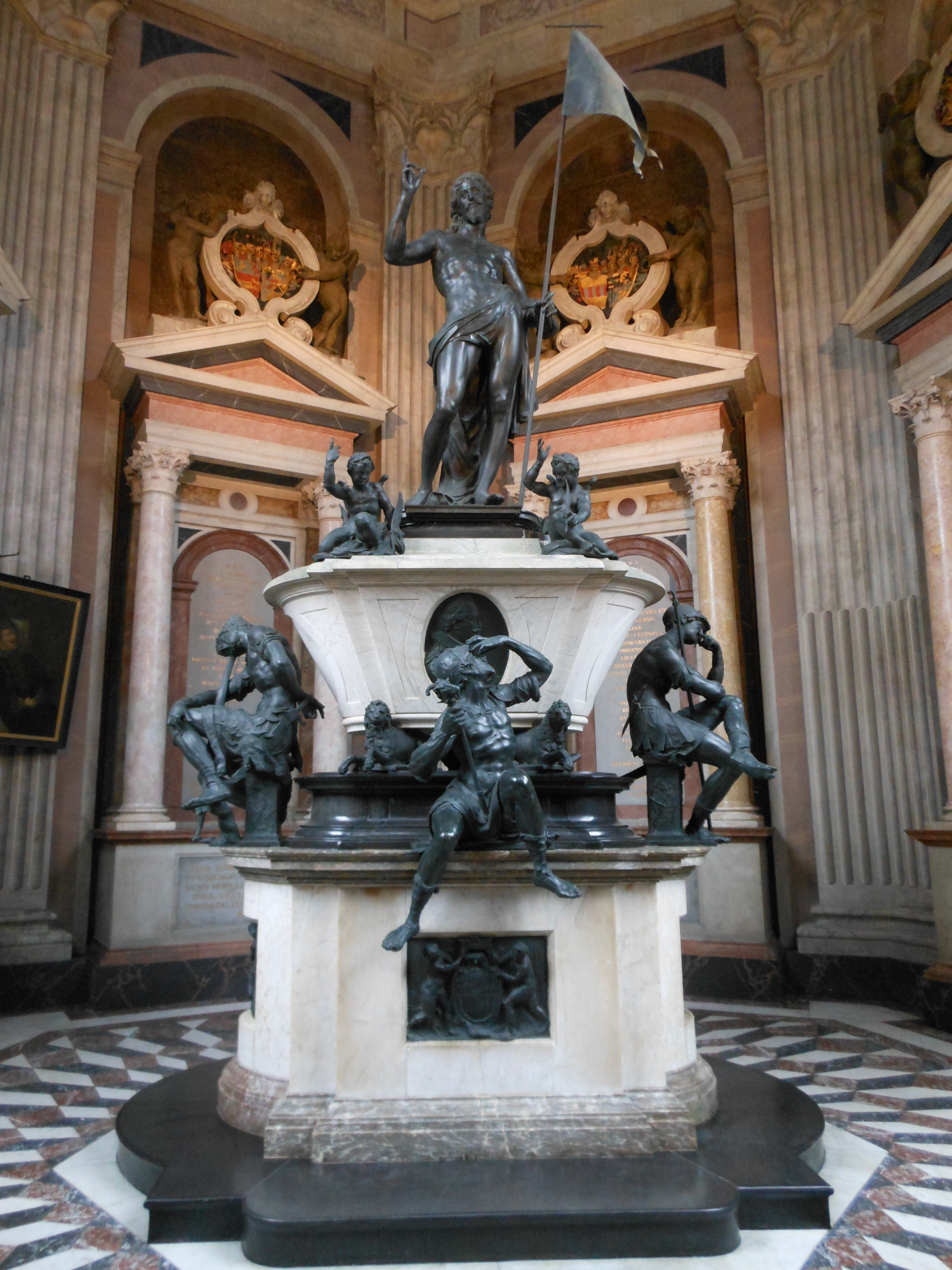
Monumento della risurrezione da Adriaen de Vries

Il mausoleo, annesso al presbiterio della chiesa parrocchiale San Martino di Stadthagen, è un ettagono a cupola in stile rinascimentale italiano, disegnato da Giovanni Maria Nosseni. Quattro delle sue pareti sono coperte dagli epitaffi del principe, dei suoi genitori e della sua moglie, pannelli con iscrizioni in latino classico, incorniciati da edicole a colonne marmoree italiane. La cupola, decorata con 14 angeli musicanti, rappresenta il cielo.
Il monumento centrale dello scultore olandese Adriaen De Vries consiste di un largo piedistallo reggendo il cenotafio del Principe Ernst, il quale simultaneamente significa la tomba di Cristo: è circondato da quattro sentinelle romane sonnolente e sormontato da una figura più grande del naturale del Cristo trionfante.

## Sepolture nella cripta
- Filippo I, conte di Schaumburg-Lippe
- Sofia d'Assia-Kassel
- Federico Cristiano, conte di Schaumburg-Lippe
- Filippo II, conte di Schaumburg-Lippe
- Eleonora Luisa (1781-1783)
- Giorgio Guglielmo, principe di Schaumburg-Lippe
- Adolfo I, principe di Schaumburg-Lippe
- Principessa Hermine di Waldeck e Pyrmont
- Principessa Ida di Schaumburg-Lippe